# Sofi Oksanen
Sofi Oksanen est une écrivaine finlandaise, née le 7 janvier 1977 à Jyväskylä. Son troisième roman, Purge, qui a reçu de nombreux prix en Finlande, l'a fait connaitre en France, où il a également été primé du prix Femina étranger et du prix du roman Fnac.
Sofi Oksanen a également écrit des chroniques dans plusieurs magazines et un article avec Imbi Paju (fi) sur les étapes de l'histoire de l'Estonie durant l'histoire soviétique. Au sujet de l'histoire récente de l'Estonie, elle a également écrit Les Vaches de Staline et Quand les colombes disparurent (fi).

## Biographie
Sofi Oksanen naît d'un père finlandais électricien et d'une mère estonienne ingénieure ayant émigré en Finlande dans les années 1970 et grandit à Jyväskylä, en Finlande centrale. Elle achève ses études secondaires, en 1996, au lycée de Voionmaa (fi).
Avant de se consacrer à l'écriture, elle étudie la littérature à l'université de Jyväskylä et à l'université d'Helsinki ainsi que la dramaturgie à l'Académie de Théâtre d'Helsinki.
Sofi Oksanen est ouvertement bisexuelle.
En août 2011, elle se marie avec Juha Korhonen, un informaticien.

## Œuvre
Sofi Oksanen s'est fait connaître en Finlande en 2003 avec la publication de son roman Les Vaches de Staline (Stalinin lehmät), qui conte l'histoire d'une jeune fille souffrant de troubles du comportement alimentaire, tout en décrivant l'image des migrantes estoniennes en Finlande.
Deux ans plus tard, elle publie son second roman Baby Jane qui aborde les thèmes de l'anxiété et de la violence conjugale dans les couples lesbiens.
Sa première pièce de théâtre jouée au Théâtre national de Finlande en 2007 est le point de départ de son roman Purge (Puhdistus) paru en 2008, classé premier dans la liste des ventes de fiction en Finlande dès sa publication, qui remportera le Grand prix de littérature du Conseil nordique en 2010.

Un film tiré de Purge est sorti en septembre en 2012, réalisé par Antti Jokinen.

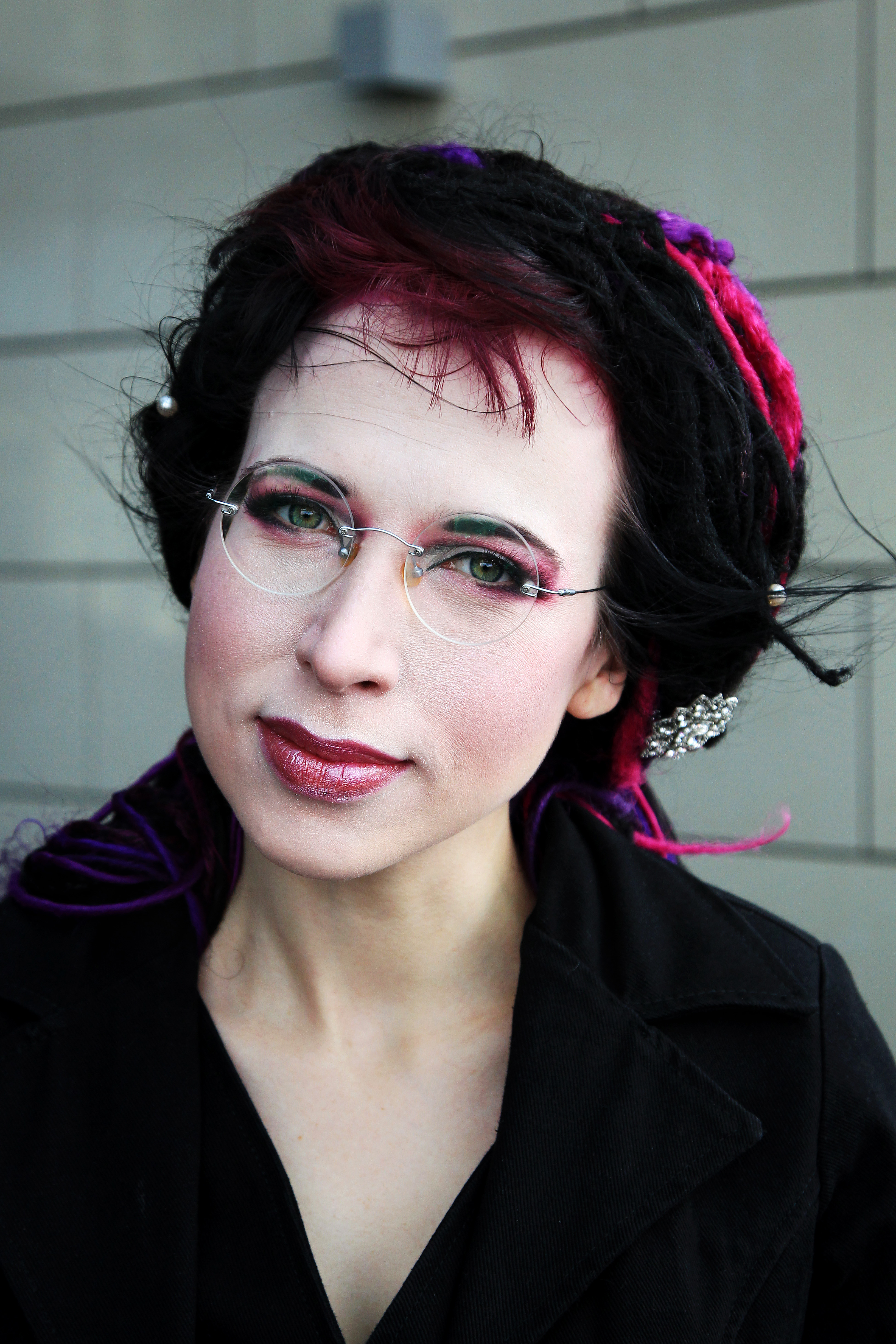
Sofi Oksanen en 2010.

## Engagement politique et social
Impliquée dans le débat public en Finlande, Sofi Oksanen écrit dans différentes publications, dans les colonnes de différents périodiques (Sihteeri & Assistentti, Sunnuntaisuomalainen, Metro, Aamulehti) sur des sujets tels que l'identité multinationale, les droits de l'homme, le droit à la libre expression et le droit à l'information face aux défenseurs de la Censure de l'Internet.

### Totalitarisme soviétique

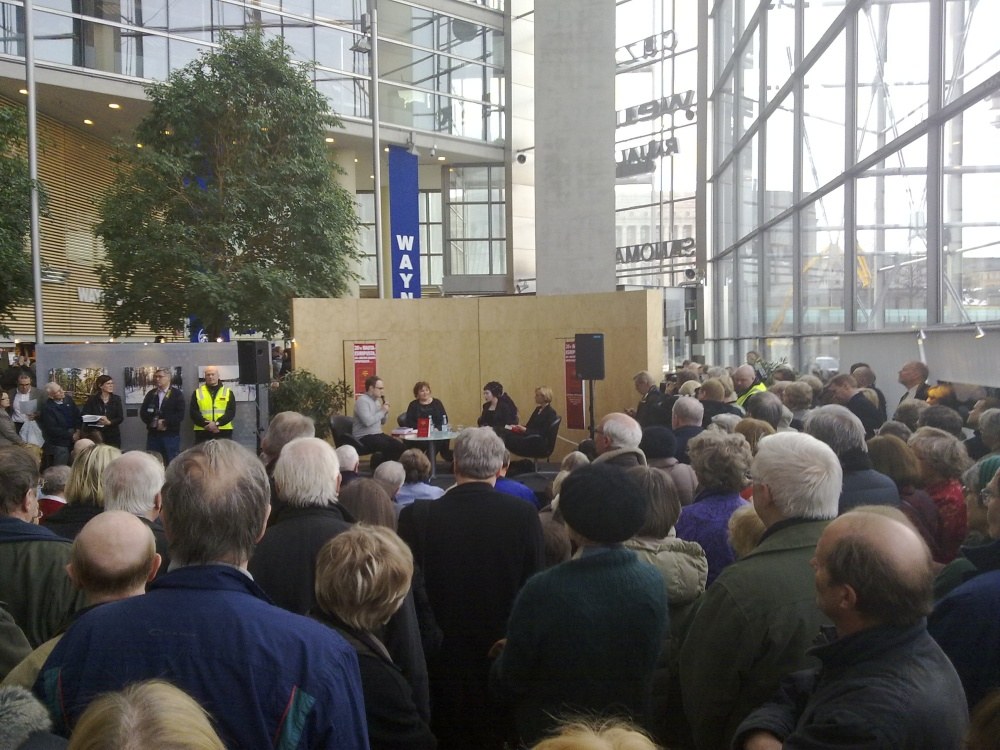
Sofi Oksanen et Imbi Paju, séminaire à l'ambassade d'Estonie à Helsinki en mars 2009.

Dans ses écrits journalistiques, Sofi Oksanen se montre critique face à l'admiration et au soutien portés par certains au totalitarisme, notamment au totalitarisme de gauche. En 2009, elle a ainsi publié avec la journaliste et réalisatrice estonienne, Imbi Paju, une compilation d'articles intitulée Derrière tout cela il y avait la peur : Comment l'Estonie perdit son histoire et comment elle la récupère (Kaiken takana oli pelko: Kuinka Viro menetti historiansa ja miten se saadaan takaisin), sur les crimes du régime communiste en République socialiste soviétique d'Estonie, et réunissant plus de trente écrivains, dont Paju et Sofi Oksanen. Sofi Oksanen a justifié cette parution par le besoin d'aborder l'un des phénomènes les plus meurtriers du XIXe siècle, de par leur étendue et de leur longue durée, ayant néanmoins fait l'objet de peu de publications en comparaison aux écrits sur les crimes national-socialistes en Estonie.
Sofi Oksanen a de plus critiqué l'attitude de certains hommes politiques et journalistes finlandais, et en particulier celle de Matti Vanhanen, qu'elle a qualifié de finlandisation, en réaction à un article publié en 1985 par l'ancien premier ministre et alors journaliste dans le journal Suomenmaa, où il jugeait que les manifestations pour l'indépendance des pays baltes étaient des provocations.

### Culture finlandaise
En 2009, les propos de Sofi Oksanen tenus à la télévision danoise sur la culture finlandaise et en particulier sur la violence et la tendance à la dépression des hommes finlandais ont provoqué de vives réactions en Finlande.

## Éditeurs

### WSOY

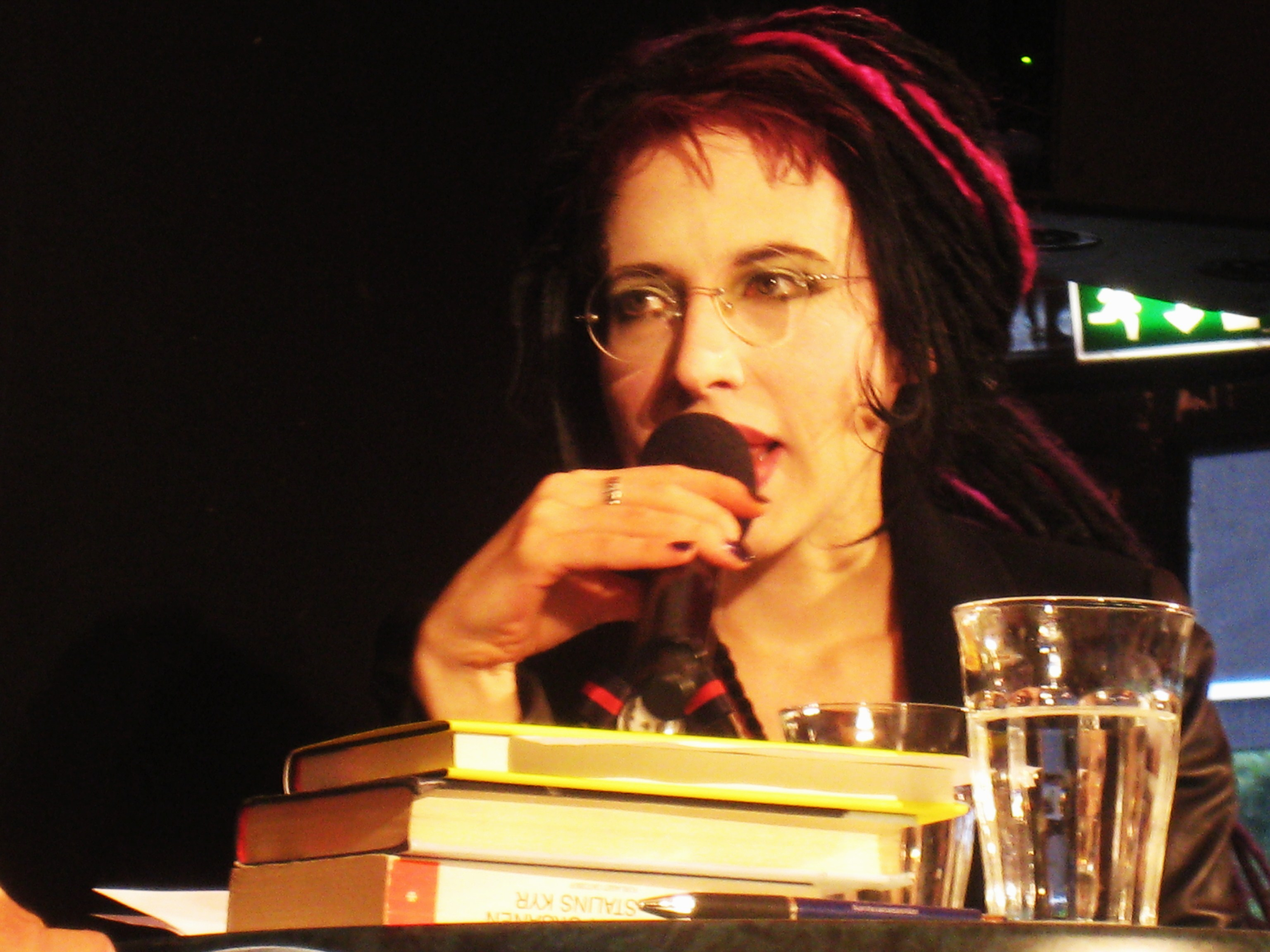
Sofi au festival littéraire « Oslo bokfestival 2011 ».

Le 15 juin 2010, l'éditeur WSOY a annoncé qu'il n'éditerait plus Sofi Oksanen, le PDG de la société, Anna Baijars, évoquant alors un manque de confiance mutuelle.
En octobre 2009, Sofi Oksanen avait critiqué publiquement le manque de professionnalisme de WSOY. À la suite de cet article, douze écrivains ont écrit une lettre critiquant violemment la direction de WSOY.
Le 16 juin 2010, dans une interview pour la revue Apu-lehti, elle a accusé WSOY de rupture de contrat et a taxé d'amateurisme les activités de traduction et de commercialisation de l'éditeur. Elle a également comparé le PDG de WSOY à un singe. Sofi Oksanen annonce que la raison est une rupture de contrat par WSOY, au sujet de laquelle elle a déjà été en contact avec l'Union des écrivains finlandais[pas clair].
La solution[Quoi ?] est généralement considérée comme exceptionnelle et préjudiciable à l’image de WSOY car Sofi Oksanen est l'écrivain finlandais le plus primé de ces dernières années

### Bazar Förlag
En 2013, l'éditeur suédois Bazar Förlag AB a demandé devant le tribunal d’Helsinki des indemnités pour rupture de contrat. Selon lui, Sofi Oksanen aurait signé en 2005 un contrat couvrant un certain nombre d'ouvrages. Le premier aurait dû être Ranskalainen päärynä (La poire française), qui n'a jamais été publié, et le suivant, Purge publié en 2008 par WSOY.
Selon Bazar, le contrat couvrait également les droits d'édition en Suède de Stalinin lehmät et de Baby Jane.

### Silberfeldt
À la suite de l'interruption de sa collaboration avec WSOY en 2010, Sofi Oksanen a fondé en mars 2011 sa propre maison d'édition Silberfeldt Oy. Sa première publication a été la réédition de la version poche de Baby Jane dont WSOY a cédé les droits.
Sofi Oksanen a acheté en 2011 les droits de publication en finnois de L'Archipel du Goulag d'Alexandre Soljenitsyne, que Silberfeldt a publié en avril 2012. Silberfeldt a aussi publié une carte du système concentrationnaire soviétique réalisé par Niilo Koljonen, à la suite de quoi Sofi Oksanen a organisé en 2012 un séminaire à ce sujet aux Archives nationales audiovisuelles de Finlande (fi).

### Like
Le 30 août 2012 Like a publié le quatrième roman d'Oksanen Kun kyyhkyset katosivat (Quand les colombes disparurent).   En décembre 2012, elle est devenue écrivaine des éditions Like du groupe Otavamedia dont Harri Haanpää venait d'être nommé le directeur éditorial,. 

## Liste des œuvres

### Romans

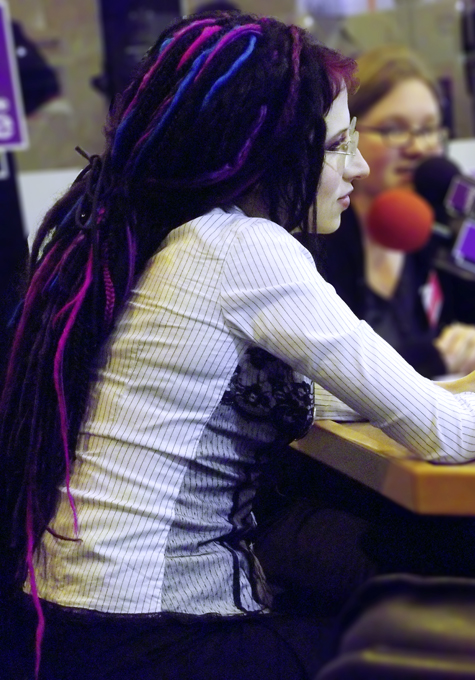
Sofi Oksanen au salon Livre Paris le 18 mars 2011.

- (fi) Stalinin lehmät, WSOY, 2003, 477 p. (ISBN 951-0-28223-5).
- (fi) Baby Jane, WSOY, 2005 (ISBN 951-0-30966-4).
- (fi) Puhdistus, WSOY, 2008 (ISBN 978-951-0-33973-2).
- (fi) Kun kyyhkyset katosivat, Helsinki, Like, 2012, 365 p. (ISBN 978-952-01-0781-9)
- (fi) Norma, Like, 2015 (ISBN 978-952-01-1294-3).
- Koirapuisto. Like, 2019  (ISBN 978-952-01-1944-7).

### Traductions en français
- Purge [« Puhdistus »] (trad. du finnois par Sébastien Cagnoli), Paris, Éditions Stock, coll. « Nouveau Cabinet Cosmopolite », 2010, 408 p. (ISBN 978-2-234-06240-5)
- Les Vaches de Staline [« Stalinin lehmät »] (trad. du finnois par Sébastien Cagnoli), Paris, Éditions Stock, coll. « Nouveau Cabinet Cosmopolite », 2011, 528 p. (ISBN 978-2-234-06947-3)[24]
- Quand les colombes disparurent, [« Kun kyyhkyset katosivat »], trad. Sébastien Cagnoli, Paris, Éditions Stock, coll. « Nouveau Cabinet Cosmopolite », 2013, 408 p.  (ISBN 978-2-234-07410-1)[25],[26]
- Baby Jane (trad. du finnois par Sébastien Cagnoli), Paris, Éditions Stock, coll. « Nouveau Cabinet Cosmopolite », 2014, 240 p. (ISBN 978-2-234-07158-2)[27]
- Norma, trad. Sébastien Cagnoli, Paris, Éditions Stock, coll. « La cosmopolite », 2017, 385 p.  (ISBN 978-2-234-08179-6)
- Une jupe trop courte. Récits de la cuisine [« Liian lyhyt hame - kertomuksia keittiöstä »], trad. Sébastien Cagnoli, Paris, Éditions Points, coll. « Poésie », 2021, 112 p.  (ISBN 978-2-7578-8733-2)
- Le parc à chiens [« Koirapuisto »]  (trad. du finnois par Sébastien Cagnoli), Paris, Stock, coll., « la cosmopolite », 2021, 479 p.  (ISBN 978-2-234-08953-2)

### Pièces de théâtre
Pièces de théâtre et leur première:
- Puhdistus, 2007 (Théâtre national de Finlande février 2007)
- High Heels Society, 2008 (KokoTeatteri septembre 2008)
- Kertomuksia keittiöstä, 2009 (Théâtre national de Finlande septembre 2009)
- Kun kyyhkyset katosivat, 2013 (Théâtre national de Finlande novembre 2013)
- Rakastan sinua jo nyt, 2017. Dans le cadre du Ein europäisches Abendmahl  (Burgtheater, Vienne février 2017)

### Opéras
- Puhdistus (Purge), opéra de Jüri Reinvere, 2012, Opéra national de Finlande
- Innocence, opéra de Kaija Saariaho, juillet 2021, Festival international d'art lyrique d'Aix-en-Provence

### Ouvrages scientifiques
- (fi) Kaiken takana oli pelko : kuinka Viro menetti historiansa ja miten se saadaan takaisin, Helsinki, WSOY, 2009, 563 p. (ISBN 978-951-0-35111-6)

### Essais
- Rautaesiriippu repesi ja minä sain koiran (Expressen 7.11.2014)[28]
- Venäjä vaientaa Nobel-voittajan ääntä (Helsingin Sanomat 9.12.2015)[29]
- Tätä on kirjoittaa Venäjästä. Sofi Oksasen pysäyttävä kirjoitus infosodasta (Aamulehti 26.5.2016)[30]
- Venäjä on siirtomaavalta: valheista vaikeneminen ei meitä suojele (Aamulehti 1.4.2017)[31]
- Pakolaisista, pakkosiirroista ja diasporasta (Helsingin Sanomat 25.9.2016)[31]
- Deux fois dans le même fleuve : La guerre de Poutine contre les femmes [« Samaan virtaan »] (trad. du finnois par Sébastien Cagnoli), Paris, Éditions Stock, 2023, 302 p.

### Scénario
- 2021 : H24 (épisode 3, "09h - Revenge Porn")

## Prix et récompenses

### Prix
Sofi Oksanen a reçu de nombreux prix littéraires, parmi lesquels :
- Prix Finlandia, en 2008, pour Purge[32],[33].
- Prix Waltari, en 2008
- Prix de l'Union des écrivains finlandais, en 2008
- Prix du grand club du livre finlandais, en 2008
- Prix Kalevi-Jäntti, en 2008
- Prix Runeberg, en 2009, pour Purge[32],[33].
- Grand prix de littérature du Conseil nordique, en 2010[34].
- Prix du roman Fnac, en 2010 pour Purge, première œuvre étrangère primée[35],[36]
- Prix Femina étranger, en 2010
- Prix du livre européen, en 2010
- Prix nordique de l'Académie suédoise, en 2013, pour Quand les colombes disparurent[37]
- Grand Prix de Budapest, 2013[38]
- Premio Salerno Libro d'Europa, 2015[39]

### Récompenses
- En 2009, le plus grand journal estonien Postimees a nommé Sofi Oksanen « Personne de l'année ». Selon son éditeur en chef Merit Kopli, la décision a été unanime[40].
- En 2009, l'association finlandaise SETA (organisation) (Seksuaalinen tasavertaisuus - Égalité sexuelle) l'a récompensé pour son œuvre qui « met en relief le statut des minorités sexuelles en Finlande, dans les pays baltes et en Russie »[41].
- En 2010, le Président estonien Toomas Hendrik Ilves a décoré Sofi Oksanen de l'ordre de la Croix de Terra Mariana[42],[43].
- En novembre 2012, le président finlandais Sauli Niinistö a décoré Sofi Oksanen de l'ordre du Lion de Finlande, (Médaille Pro Finlandia), attribuée aux artistes finlandais depuis 1945[44].

## Sur quelques ouvrages

### Norma(2015)
Norma Ross assiste à l'enterrement de sa mère Anita Ross, suicidée à une station de métro d'Helsinki, et se fait aborder par un ancien ami de sa mère, Max Lambert. Elle hérite des problèmes de sa mère, et de son emploi tardif au salon Maxicoiffure, auprès de Marion, spécialisé en mèches de cheveux (surtout des Virgin Remy). Leur origine est multiple : Ukraine, Russie, Thaïlande, Nigeria, Vietnam, Géorgie. Elle le découvre progressivement, surtout à partir des voyages de sa mère, de ses dettes, de ses révélations. Elle est surtout affectée d'une hypertrichose, relativement héréditaire. Ses cheveux sont doués depuis sa naissance, et grâce aux soins de sa mère, d'une finesse et d'une sensibilité remarquables. L'entreprise maffieuse des Lambert s'est emparée de ce marché et de celui des mères porteuses...